# 2019冠狀病毒病美國疫情

每周COVID-19病例死亡人数

2019冠状病毒病疫情爆发后，2020年1月21日，美国宣布出现第一例2019冠状病毒病。3月10日確診個案破千，自3月17日開始全美50個州均有確診個案。3月19日確診個案過萬，美国疾病控制与预防中心（CDC）每周一至周五中午更新截至昨天晚4点的官方统计数据。隨後3月27日當天超越中國與義大利公开的数字，成為疫情最嚴重的國家。4月27日，美國境內確診病例達到100萬，死亡人数达到5.5萬人。所有海外領地均有確診個案。5月底，死亡人數已逼近10萬，《紐時》以逝世者為題製作了頭版頭條報導「美國死亡人數近10萬，損失無以計數」。2021年2月21日，美國境內確診病例逼近2900万，死亡人数突破50万。2022年1月，Omicron變種病毒出现后，美国住院人数和病例数创历史新高，单日报告的新感染人数达150万。2019冠状病毒病成为近年来继心脏病和癌症之后美国民众的第三大死因。
美国包括疾病控制与预防中心在内的公共卫生部门正敦促各级地方政府、企业和学校制定计划。为避免疾病进一步传播，疾病控制与预防中心建议民众经常用肥皂洗手，并冲洗至少30秒，或使用酒精含量不低于60%的洗手液清洗，避免用手接触眼、鼻和嘴部，打喷嚏和咳嗽时遮住口鼻，生病后在家休息，避免与生病患者近距离接触，对经常触碰的物品进行消毒和清洁。
美國總統拜登在2022年9月19日在電視專訪中宣布疫情在美國大流行已經結束，他稱雖然現在仍要面對疫情帶來的問題，但目前已沒有人戴口罩，旅遊也恢復到疫情發生前的水平，不過聯邦政府仍然會向美國國會申請撥款為檢測及疫苗接種計劃提供資金。

## 疫情时间线
2020年1月21日，美国华盛顿州斯诺霍米什县确认了美国首例确诊2019冠状病毒病病例，患者不久前曾去中国武汉旅行。。1月24日伊利诺伊州芝加哥也出现美国第二例，患者也曾去过武汉。随后美國宣佈暫停美国驻武汉总领事馆運營，並安排包機將外交官和美國公民從武漢接回美國。
1月25日加利福尼亞州橙縣衛生保健局宣布確診全美第3宗個案，患者來自中國武漢。1月30日芝加哥出现美国第4例，患者是美国第2例的丈夫，没有去过中国，系美国首例本土传染。截至1月31日，美国共有4个州出现确诊病例，累计确诊7人。
2月17日，滞留在日本钻石公主号上的，包括14名感染患者在内的338名美国公民被美国政府用专机接回国，并在特拉维斯空军基地、圣安东尼奥联合基地和内布拉斯加大学医学中心进行隔离。截至2月29日，美国共有7个州出现确诊病例，包括撤侨人员在内，累计71例确诊。
3月1日纽约州和佛罗里达州出现首例病例。3月5日，内华达州、科罗拉多州、田纳西州和马里兰州出现首例病例，华盛顿州累计确诊31例。3月6日，10个州出现首例确诊病例。3月9日，美国本土仅剩9个州没有确诊病例。3月11日，美国累计确诊病例超过1100例，13日累计病例超过2100例，17日累计病例超过5100例，西弗吉尼亚州成为美国本土最后一个沦陷的州，出现了首例确诊病例。3月19日，美国累计确诊病例数超过1万，其中约40%位于纽约州。自此，美国新增确诊人数持续增加。
3月23日，美国新增确诊人数突破一万，3月31日则突破两万。3月27日，累积确诊人数突破10万，4月1日，累计确诊人数、现存确诊人数均突破20万。
截至4月2日，美国累积确诊213372例，现存确诊200181例，累积死亡4757例。鉴于美国国内情况严峻且确诊人数不断增加，特朗普政府下令，要求美国国际开发署（USAID）暂停向海外运输医疗防护用品，已经在路上的物资要立即掉头运回美国。
受到德爾塔變異毒株影響，2021年6月19日至7月23日期间，美国新冠确诊病例增幅超过300%。同年7月30日，全美报告新增新冠确诊病例101171例，達到2021年2月7日以来的单日增幅最高纪录。
截至2021年8月6日，美国7天日均新增新冠肺炎确诊病例已超过107140例，这是自當年2月份以来，7天平均确诊病例数首次高于10万例。
截至2021年9月17日，美国COVID-19死亡病例達到67万5722例，超越1918年大流感期間美國67万5000人的死亡人數。
2022年4月，美国司法部长梅里克·加兰、商务部长吉娜·雷蒙多、国会众议院情报委员会主席亚当·希夫和民主党籍联邦众议员华金·卡斯特罗在华盛顿参加格里迪隆俱乐部年度晚宴后，均宣布新冠病毒检测结果呈阳性。而美国众议院议长南希·佩洛西同樣為陽性。另外隨後不久美国农业部部长汤姆·维尔萨克的新冠病毒检测结果也呈阳性。
2022年4月26日，美国疾病控制和预防中心表示据估算，截至2022年2月底，58%美国人体内已有因感染新冠病毒产生的抗体。截至2022年4月，美国约66%人口已完成新冠疫苗全程接种，77%已接种至少一剂疫苗，而且奥密克戎亚型毒株BA.1仅占美国感染病例的3%，BA.2.121已占到美国感染病例的近30%。當天美国副总统賀錦麗确诊新冠肺炎。當天美国首席传染病专家安东尼·福奇表示美国已走出了大流行阶段，次日福奇表示疫情并未结束，接下來要研發更好的疫苗、让更多人完全接种疫苗，也要密切關注未來是否會出現其他变异毒株。
截至2022年8月底，美国境內占据主导地位的毒株是BA.4和BA.5亞型嚴重急性呼吸道症候群冠狀病毒2型Omicron變異株。
2022年9月18日，美国总统拜登表示他認為美国新冠疫情大流行已经结束。
美国疾病控制和预防中心表示，截至2022年10月29日的一周，BA.5导致的病例占全美确诊病例总数的约49.6%，BQ.1和BQ.1.1导致的病例分别占比14%和13.1%。10月，BQ.1和BQ.1.1导致的病例数持续上升。
2022年12月30日，美国疾控中心表示，当周美国40.5%的新冠感染病例由XBB.1.5毒株引起。
2023年1月11日，美国政府宣布将新冠疫情公共卫生紧急状态延长至4月。
2023年1月27日，美国疾病控制与预防中心表示，截至1月28日的这个星期，奥密克戎亚变种XBB.1.5很可能已经成为美国流行的主要变异毒株，占美国新冠病例的61.3%。
2023年5月11日起，美國取消对联邦雇员、联邦承包商和国际航空旅客的新冠疫苗接种要求。同時當天起美國正式结束因新冠疫情而开始的公共卫生紧急状态。

## 反應與影響

### 联邦政府反应

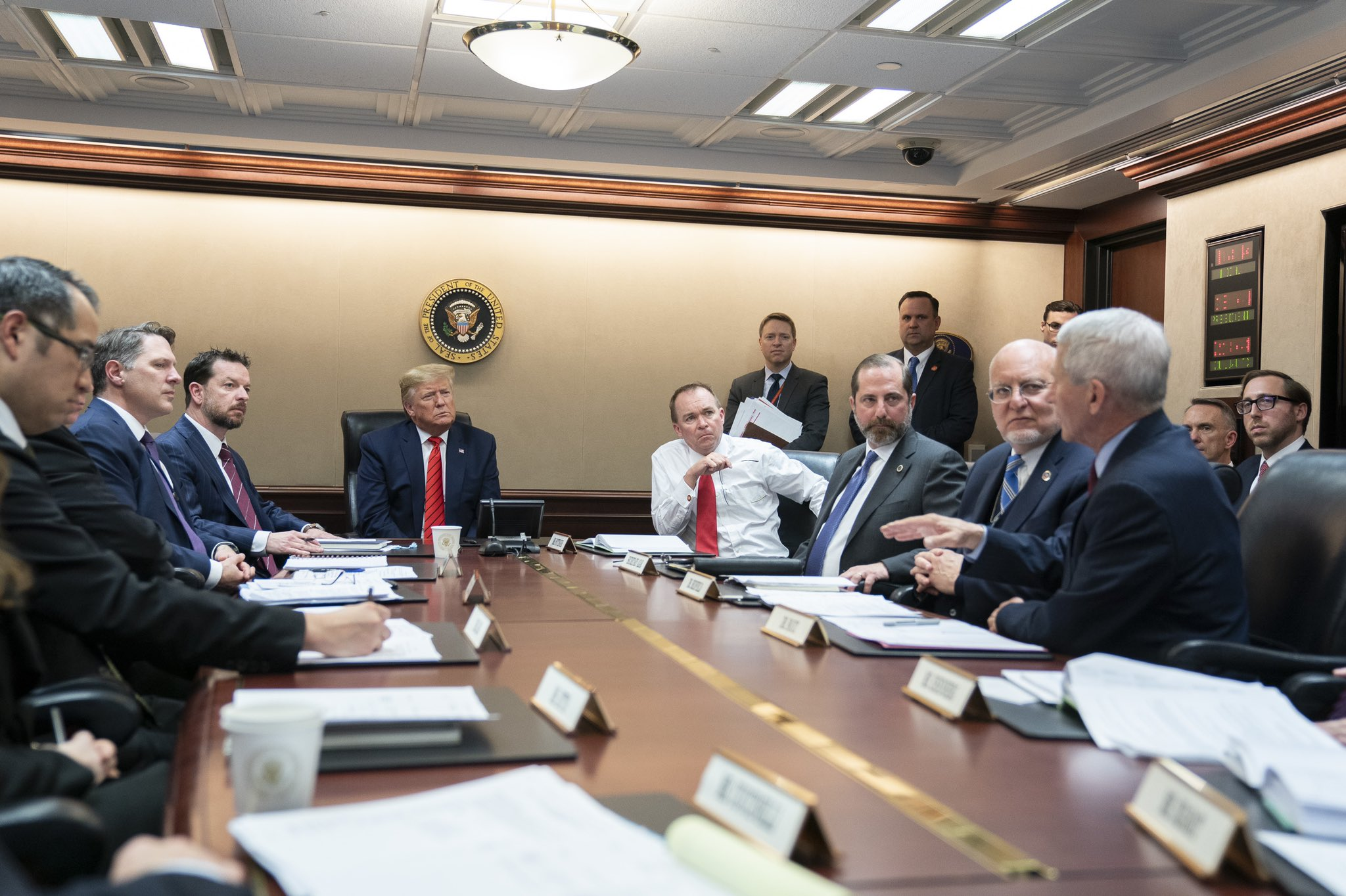
2020年1月30日，总统特朗普在白宫发布嚴重特殊傳染性肺炎的简报

2020年1月16日，美國國務院援引美国疾病控制与预防中心「監視級別一級警報」（Watch Level 1 Alert）發布健康警示更新，敦促前往中國武漢地區的美国公民避免接觸動物、動物市場和畜產品，並提出一系列預防措施。
1月17日，疾病控制与预防中心宣布即日起在肯尼迪国际机场、旧金山国际机场和洛杉矶国际机场，对从中国武汉直飞或转机前往美国的旅客进行入境检查，以检测旅客是否存在发烧等新型冠状病毒的相关症状。其中肯尼迪国际机场的檢查從17日晚開始，舊金山和洛杉磯機場则从18日開始。
华盛顿大学的冠状病毒研究人员大卫·维斯勒表示，公众“现在不应恐慌”。还表示，中国的应对措施“非常高效”：“在几周时间内，中国就能识别出这种病毒，对其进行隔离和排序，并分享了相关信息。”但他们还没有足够的数据来判断这种病毒的严重程度。
1月22日，疾病控制与预防中心宣布，即日起将旅行健康建议提升至2级并擴大機場篩檢。除了原先舊金山、洛杉磯與紐約甘迺迪國際機場外，亞特蘭大與芝加哥國際機場也對經武漢的直接與間接航班展開篩檢。所有符合條件的人都被重新安排到以上五个机场接受检查。此外，已有14个机场收到通知，并已处于警戒状态。
次日，疾病控制与预防中心将旅遊疫情建議更新至第三級警告，建議旅客避免到武漢所有非必要的旅遊。同日，美國宣佈暫停美国驻武汉总领事馆運營，並安排包機將外交官和美國公民從武漢接回美國。
次日，总统唐纳德·特朗普发文称，代表美國人民感謝中華人民共和国领导人习近平，并感谢中華人民共和國为抗击疫情所做出的努力。
1月28日，安排專機撤走在武漢的約240名國民，29日首先飛往阿拉斯加最大城市安克雷奇停留加油，機上人員會在阿拉斯加接受新型冠狀病毒檢疫。阿拉斯加醫院嚴陣以待，準備隔離新型冠狀病毒肺炎病人或疑似患者。在該地通過檢疫的人員，能獲准前往美國本土48州。1月28日，美国卫生与公众服务部部长亚历克斯·阿扎在新闻发布会上表示，1月6日、27日和28日美国通过三种渠道向中国提议，派遣CDC团队协助中国防疫。同日，Apple宣布禁止美国員工前往中國大陸，也禁止中國大陸員工前往美國。Facebook也宣布禁止員工前往中國，除非重要的業務工作；亦要求到過武漢和中國大陸的員工回到美國後必須接受14天的隔離。
1月30日，国务院发布最高的第四級旅游警示，指出因2019冠状病毒病已在中国大陸全境蔓延，提醒美国公民暂勿前往中国大陸。派遣CDC团队的提議，得到初步同意。
次日，美国宣佈新型冠状病毒为国家公共卫生紧急事件，並宣布将从2月2日起，除美国公民或绿卡持有者或其亲属以外的外国人，若在2周内到访过中国大陸，将被拒绝入境。同日，美國三大航空公司（達美航空、聯合航空、美國航空）宣布將停飛中國内地。數日後，美國航空及聯合航空宣布暫停2月8日至20日的來往香港航班。
2月3日，据中華人民共和国的指导，美國駐華大使館公告關閉大使館，以及駐武漢、成都、廣州、上海與瀋陽總領事館均不再對外辦公，僅提供美國公民緊急服務。
2月4日，比尔及梅琳达·盖茨基金会宣布投入1億美元用於對抗2019新型冠狀病毒肺炎疫情。
2月11日，美国航空宣布暂停飞往中国内地和香港的航班，直至4月，比其他美国的航空公司长多一个月。
2月12日，CDC美国国家免疫与呼吸疾病中心主任 Nancy Messonnier 博士在电话会议上对记者表示，美国一直在等待批准其派遣专家加入世界卫生组织(WHO)专家团队。WHO一个医学专家先遣队已於2月10日抵达中国大陸，帮助调查疫情。
2月26日，美国总统特朗普委任副总统彭斯领导全国对应疫情的工作。彭斯将监督整个抗疫工作，包括与政府衞生机构及特朗普较早时委任的病毒工作小组合作。此举受到众议院议长南希·佩洛西的批评，佩洛西“对副总统彭斯担任印第安纳州州长时在公共卫生方面的政绩表示关切。彭斯办公室发布指示，要求高级官员在发布冠状病毒病的任何声明之前必须先获得彭斯办公室的批准，政府解释这是为了确保消息传递是一致的，但是许多科学家和公共卫生官员表示反对，因为这会减慢准确信息传播的过程。
同日，特朗普坚信“美国人的风险仍然非常低”，以及“我们已经准备好了”。特朗普评论称，不认为冠状病毒在全国传播“是必然的”，这与他自己的卫生官员的说法相反。當日早晨，川普發 Twitter 稱，「MSDNC（Comcast）及CNN正在盡他們所能地讓冠狀病毒看起來儘量糟糕，還有儘量令市場恐慌。他們無能而無所事事的民主黨員同志們也都是光說不做。美國現在很強盛！」
同日，特朗普在一次集会上发表讲话，称冠状病毒是民主党的“新骗局”。一天后，他表示，他实际上是说，“骗局”是对民主党人在他说“我们做得如此出色”时指责他的政府的回应。
3月2日，特朗普与他的联邦应急小组和制药公司的主要成员举行了会议。特朗普问“固体流感疫苗”是否也可以作为冠状病毒疫苗使用，并被告知无效。特朗普还敦促两家公司在“几个月内”为公众准备疫苗，但安东尼·福西告诉他，至少需要1-1.5年的时间。会议结束后，特朗普告知媒体，他听说可能在“几个月内就可以买到疫苗了”。同日，CDC移除了官网上美国检测人数的统计。
3月3日，美联储宣布下调基准利率50个基点。次日，特朗普建议“成千上万的人”可以在继续工作而不接受任何治疗或者休息的情况下身体状况转好。然而，CDC建议病人应当“避免去工作、学校或者公共场所”，而有症状的人应告知医疗人员。犹他州冠状病毒特别工作组将特朗普的评论标记为“错误信息”，并指出，即使“非常轻度症状的感染者也可能对他人构成危险”。同日，特朗普指责奥巴马政府制定的规则减缓了疫情暴发期间的病毒检测。根据专家的说法，奥巴马政府没有实施这样的规则。ProPublica在2月28日报道说，测试缓慢是由于CDC拒绝了国际通用的世界卫生组织COVID-19检测指南，而是尝试自行开发检测产品；结果证明该产品并不可靠，大多数实验室直到2月26日才被允许进行测试。
3月12日，白宫及国会山暂停向公众开放。同日，在美国众议院詢問美國疾病控制與預防中心時，在議員凱蒂·波特的連番追問下，疾控中心主任罗伯特·雷德菲尔德表示會對全美提供免費冠狀病毒檢測。
3月13日，美国进入国家紧急状态。将会释放500亿的联邦储备。
3月14日凌晨，美国众议院通过冠状病毒救济计划，内容包括（1）所有的冠状病毒检测免费，包括不拥有保险的人；（2）最高可达两周的带薪病假与最高可达三个月的家庭与医疗假；（3）力度更大的失业保险；（4）支持美國補充營養協助計畫和其他针对儿童和老人的食物救济方案：（5） 为医疗补助，以及针对低收入美国人的联邦和州联合保险计划提供更多资金。
3月15日，美国联邦储备委员会宣布，将联邦基金利率目标区间下调至零至0.25%的超低水平，并将增加债券持有规模7000亿美元。
3月23日，美联储宣布将购买所需数量的国债和抵押贷款支持证券，代表着美联储15日的7000亿美元的量化宽松升级成无上限的量化宽松政策。
3月25日，美国参议院通過一项规模达2.2万亿美元的嚴重急性呼吸綜合症冠狀病毒2型救助计划。在該消息發佈後，美國股市開盤後大漲。道琼斯工业平均指数则涨2112.98点，单日上涨点数创史上最大，11.37%的百分比涨幅也創下1933年以来最大漲幅。同日，美國国防部长馬克·埃斯柏命令美国所有海外驻军在未来60天内停止人员流动。3月27日，美国众议院通过該救助計劃。隨後經美國總統特朗普簽署後正式生效。
3月28日，美国总统特朗普批准15个州和2個地区（关岛以及波多黎各）進入疫情“灾难状态”。
4月1日，美国总统特朗普批准30个州進入疫情“灾难状态”。
4月3日，美國總統特朗普宣布将启用国防生产法案禁止紧缺医疗物资的出口。
4月9日，美国联邦储备委员会宣布，将向美國各界提供总额2.3万亿美元的贷款。
4月11日，美国总统特朗普批准怀俄明州为嚴重特殊傳染性肺炎疫情“重大灾难状态”，美国历史上首次出現所有50个州、首都华盛顿特区以及美属维尔京群岛、北马里亚纳群岛、关岛和波多黎各4个海外领地全部进入“重大灾难状态”。
4月14日，美国财政部將補助美国主要航空企业250亿美元。
4月17日，美国农业部推出190亿美元的食品援助计划，向受疫情影响的农民、农场主和农产品分销商提供帮助。
4月21日，总统特朗普表示计划暂时禁止移民入境美国，为期60日，禁令只对试图获得永久居留权的人士适用。
5月15日，總統川普在白宮玫瑰花園正式宣佈展開曲速行動，以加速疫苗的研發。
7月6日，美国移民与海关执法局宣布，若美國学校在2020年秋季全部实施远距离网课教学，国际留学生将须离境。同时，如果学校只进行网课教学，移民局也不会核发签证给尚在境外的国际学生。7月12日，美国移民与海关执法局在輿論壓力之下又表示，对于因疫情滯留在美国境外只能上網課的美國大學留學生，其簽證依舊有效。7月14日，特朗普政府正式取消国际学生只上网课就不能进入或留在美国的规定。
8月23日，美国食品药品管理局批准使用康复者血浆治疗嚴重特殊傳染性肺炎严重患者。
10月2日，特朗普發推證實自己確診新冠病毒。
11月12日，美国食品药品管理局紧急授权“抗体鸡尾酒疗法”用於新冠治療。
12月14日，隨著輝瑞－BioNTech 2019冠狀病毒病疫苗在4日前獲美国食品药品管理局批准使用，美國2019冠狀病毒病疫苗接種計劃正式開始。
2021年1月21日，在乔·拜登就任总统后，随即頒布多項行動指令抗疫，內容包括要求民眾在未來100天戴口罩、從機場入境人士強制檢疫、增加疫苗產量及供應等。
2月2日起，美國疾控中心要求民眾乘坐公共交通工具時必須佩戴口罩，未遵從規定者將被視為違反聯邦法例。後來又因为冠病确诊病例上升而延长口罩令。不過美国航空公司和一些共和党议员一直呼吁撤销强制口罩令。2022年4月18日，美国佛罗里达州联邦法官裁定，撤销美國疾控中心公共交通工具強制口罩令措施。
2月27日，美国众议院投票通过1.9万亿美元的经济救助计划。3月6日，美国参议院、以50票比49票通过了1.9万亿美元的经济救助计划。由於參議院的版本有所修改，经济救助计划又返回眾議院審議。3月10日，美国众议院通过1.9万亿美元经济救助计划的最終版本。3月12日，拜登簽署1.9万亿美元经济救助计划法案。
3月31日，美国总统拜登公布总支出达2万亿美元的“美国就业计划”（American Jobs Plan）。
2022年4月14日，美国食品药品监督管理局允許機構检测采样者的呼出气体以確認採樣者是否感染新冠病毒。
5月12日，由於美国人死于新冠病毒的人數超過100萬，拜登下令美国及其属地上所有悬挂美国国旗的地方应降半旗，直至5月16日日落。
6月12日起，美国取消入境航空旅客新冠检测要求。

### 旅行和入境限制
美国疾病控制与预防中心针对中国、欧洲大部分国家、伊朗和韩国发布3级旅行警告，建议取消前往上述国家的不必要行程。截至3月11日，疾病控制与预防中心针对全世界发布2级旅行警告，建议老年人及患有严重慢性病患者取消不必要行程。
CNN从美国国土安全部获取的数据显示，2月2日至3月3日间美国共拒绝241名外国人入境，其中机场遣返14人，陆地口岸遣返227人。此外还有106名外国人在美國境外預先清關时被拒绝入境。 加拿大公共安全部称有70名加拿大公民和47名永久居民被禁止进入美国。
3月19日，美國國務院表示將暫停所有常規簽證服務，向全球發出第4級旅遊警示，呼籲美国公民不要出國，除提醒所有不打算無限期滯留海外的美國公民立即返回美國外，也提醒滯外美國人亦經避免國際旅行。
5月19日，美国分别与加拿大、墨西哥达成一致，双方边境地区“非必要旅行”限制令再延长一个月。

#### 中国
1月27日，疾病控制与预防中心提升对中国大陸全境的旅行疫情建议至第三级警告级别，建议旅客取消所有非必要的中国旅行。
从湖北省返回的美国人进行健康检查，并接受14天的强制性隔离检疫。过去14天内到访过中国的外国人将被拒绝入境。
2023年1月5日起，美國要求所有来自中国的旅行者在飞往美国之前需出示COVID-19测试阴性证明。

#### 伊朗
3月2日起，过去14天内到访过伊朗的外国人将被拒绝入境。从伊朗返回的美国公民及永久居民将通过特殊批准的机场入关。

#### 欧洲
3月11日发布的总统公告要求禁止过去14天内前往过欧盟申根区（欧洲没有邊境管制的26国）的外国人入境，英国和爱尔兰等国除外。该禁令从东部时间3月13日23:59分生效，持续一个月。美国公民、合法永久居民以及他们的直系亲属可以入境，但必须自我隔离14日，货物和贸易不受影响。
3月14日，副总统迈克·彭斯宣布禁令将包括英国和爱尔兰，3月16日起生效。
据报道，3月15日从外国入境的美国人在部分机场延误6到8小时。伊利诺伊州州长发推特抱怨奥黑尔国际机场的队伍后，白宫职员打电话对他大吼，但并没有达成任何实质性进展。

#### 加拿大
3月18日，总统唐纳德·特朗普宣布，将关闭美国和加拿大边境，切断非必要的人员流动，除非是“必要旅行”。3月20日深夜起，加美边界正式关闭。

#### 墨西哥
3月20日，美國宣佈限制美墨边境的非必要旅行，措施於3月21日生效。

#### 巴西
因应冠狀病毒病在巴西的病例激增，美国政府宣布，抵達美國之前的14天期間曾到巴西的所有外籍人士將被禁止入境美國，自美東時間5月28日晚上11時59分開始實施。

### 州政府、属地及地方政府反应
本章节按各州州名的首字母顺序排列。截至3月13日，美國已有41个州和首都华盛顿特区宣布进入紧急状态。截至3月23日，8个州发出居家令，紐約州、華盛頓州、加州三州进入重大災難狀態。5月底美国各州陆续重启经济、放宽疫情防控措施，但有20个州新增确诊病例数相比之前都出现了反弹。
6月27日，由於美國嚴重特殊傳染性肺炎疫情持續反彈，當日新增逾四萬宗確診病例，創單日新高，美國疫情出現反彈，截至7月14日，超過20個州叫停重啟經濟活動。
2022年2月初， 美国多州宣布放宽以及取消口罩令。
| 西部         | 中西部       | 南部         | 东北部       | 属地           |
| ------------ | ------------ | ------------ | ------------ | -------------- |
| 阿拉斯加州   | 艾奥瓦州     | 亚拉巴马州   | 康涅狄格州   | 关岛           |
| 亚利桑那州   | 伊利诺伊州   | 阿肯色州     | 华盛顿特区   | 波多黎各       |
| 加利福尼亚州 | 印第安纳州   | 佛罗里达州   | 特拉华州     | 维尔京群岛     |
| 科罗拉多州   | 堪萨斯州     | 佐治亚州     | 马萨诸塞州   | 萨摩亚         |
| 夏威夷州     | 密西根州     | 肯塔基州     | 马里兰州     | 北马里亚纳群岛 |
| 爱达荷州     | 明尼苏达州   | 路易斯安那州 | 缅因州       |                |
| 蒙大拿州     | 密苏里州     | 密西西比州   | 新罕布什尔州 |                |
| 新墨西哥州   | 北达科他州   | 北卡罗来纳州 | 新泽西州     |                |
| 内华达州     | 内布拉斯加州 | 南卡罗来纳州 | 纽约州       |                |
| 俄勒冈州     | 俄亥俄州     | 田纳西州     | 宾夕法尼亚州 |                |
| 犹他州       | 俄克拉何马州 | 德克萨斯州   | 罗德岛州     |                |
| 华盛顿州     | 南达科他州   | 弗吉尼亚州   | 佛蒙特州     |                |
| 怀俄明州     | 威斯康星州   | 西弗吉尼亚州 |              |                |

#### 密西根州
2020年2月3日，密歇根州卫生与公共服务部启动社区卫生应急协调中心，应对2019冠状病毒病。

#### 俄勒冈州
截至2月28日，州长凯特·布朗组建了冠状病毒病应对小组，与州政府及地方政府协调应对疫情。应对小组由州内12个机构代表或指挥组成，以便最快向州长报告冠状病毒病的最新情况，并给出应对建议。

#### 德克萨斯州
2月27日，州长Greg Abbott 召开新闻发布会，介绍德州准备应对冠状肺炎疫情的情况。
3月2日，因一位患者出院之后复查结果为阳性，德州第二大市圣安东尼奥宣布进入公共卫生紧急状态。
3月5日，宣布州内六座实验室开始具有检测新冠肺炎的能力。
3月7日，首府奥斯汀市长宣布奥斯汀进入"地方性灾难状态"，同时宣布取消该地最为盛大的年度西南偏南电影、音乐和科技综合性展会，这是西南偏南开幕34年来第一次被取消。
3月11日，剛剛開幕數天的休斯顿牛仔牲畜展和竞技节被迫提前結束。
3月13日，进入州紧急状态。
6月26日，在州内感染病例和住院人数飙升后，得克萨斯州州长宣布暂停重新开放计划。

#### 華盛頓特區
3月11日下午，华盛顿特区宣布进入紧急状态。3月30日，華盛頓特區發佈居家令，擅自外出者將面臨罰款。5月29日起，华盛顿特区开始进入第一阶段重启，居家限制將取消。

#### 弗吉尼亚州
3月30日，弗吉尼亚州發佈居家令，擅自外出者將面臨罰款。

#### 內華達州
3月18日，内华达州州长宣佈暂停非必要的商业活动一个月，在此期间该州所有赌场、设施酒吧、电影院和体育场必须关闭。
4月2日，內華達州發佈居家隔離令。

#### 伊利諾伊州
3月21日至4月7日，伊州宣佈所有居民除了購買生活必需品、到醫院就診及加油外，都必須待在家中。

#### 康涅狄格州
康涅狄格州從3月23日晚上8點開始，關閉非必要的企業，同時禁止各種不必要的公共集會，所有人除購買食物、就醫以外應避免出門。

#### 佐治亞州
4月1日，佐治亞州發佈居家隔離令。
4月24日，佐治亞州部分場所復工。

#### 密西西比州
4月1日，密西西比州發佈居家隔離令。

#### 賓夕法尼亞州
4月1日，賓夕法尼亞州發佈居家隔離令。

### 非政府组织反应
3月9日，比尔及梅琳达·盖茨基金会宣布准备与华盛顿大学合作，开始研发居家冠状病毒检测试剂盒（at-home COVID-19）。3月11日，亚马逊公司宣布加入这一项目。
3月10日，扎克伯格及其妻子普莉希拉·陳资助的两个慈善团体宣布购入两台冠状肺炎检测机器，与加利福尼亚大学旧金山分校和斯坦福大学合作，预计将旧金山湾区的冠状病毒检验能力提升四倍。
7月15日，沃尔玛、克罗格和百思买宣布，所有顾客进店前必须佩戴面部遮挡物。

### 经济及活动影响
2020年2月，包括Apple和Microsoft在内的数家公司，受疫情影响，上游供应链中断，因此降低预期营收额。
受疫情影响，威瑞森通信（Verizon）、AT&T和IBM均宣布退出定于2月24日在旧金山举办的RSA大会。
2月27日，高盛公司给客户的提示中，预计受疫情影响，2020年美国公司的盈利将增长0％，而华尔街普遍认为盈利将增长7%。
因世界范围内病毒疫情扩散，27日当天道琼斯工业平均指数下跌1191点，为该指数历史上最大跌幅。同日，标准普尔500指数下跌4.4％。2月20日至2月27日间的6个工作日，标准普尔500指数下跌10%，成为该指数历史最快跌幅。
Facebook也取消了原定于5月5日至6日在圣何塞举行的F8开发者大会。
2月28日，CBS暂停《极速前进》节目的录制。
由于包括亚马逊、微软、Unity、Epic Games、索尼、艺电、Facebook和小岛制作在内的大量游戏开发者因疫情退出今年的游戏开发者大会，大会宣布延期举行。
美国物理学会每年3月的年度会议原计划于3月2日在科罗拉多州丹佛举办，预计将有一万人参加。受疫情影响，大会在举行前36小时内取消。
臉書和美國國土安全部在西雅圖的辦公室均遭關閉。2020年的西南偏南也將取消。
3月9日黑色星期一，美股三大指数开盘后全线下跌，其中纳斯达克指数跌7.2%。道瓊斯指數跌幅為7.79%，创下次贷危机之后的最大跌幅。
3月11日，每年一度在洛杉矶举办的全球最大游戏展E3游戏展宣布取消今年的展会。同日，NCAA宣布其所承办的美国大学男女篮球比赛将不再允许观众进入。同日，因犹他爵士球员鲁迪·戈贝尔确诊感染嚴重急性呼吸系統綜合症冠狀病毒2型，NBA宣布暂停所有比赛。
3月12日黑色星期四，国际汽联世界耐力锦标赛宣布因为美国对欧洲采取的30天禁航措施，导致赛事组委会不得不取消在佛罗里达州举办的赛百灵1000英里比赛。同日，美股三大指數開盤後跌幅擴大至7%，在一周内第二次觸發熔斷機制，暫停交易15分鐘。
3月13日下午，在特朗普宣布美国进入应对嚴重特殊傳染性肺炎紧急状态后，美国股市三大股指13日大涨逾9%，均创自2008年以来的最大单日涨幅。
3月16日同月另一個黑色星期一，美国股市标普500指数下跌8.14%，导致暂停交易15分钟，为两周内第三次启动熔断。
3月18日，美国股市标普500指数下跌超7%，再次触发熔断机制，暂停交易15分钟，为美股史上第五次熔断，也是两周内第四次熔断。
3月23日，美股股指期货出現熔斷。
3月26日，美國勞工部公佈上周申領失業救濟金數字有328萬，是有記錄以來最高。3月28日當周，首次申領失業救濟人數為686.7萬，再次打破記錄。這意味著美國兩周共有約1000萬個申請。4月4日当周，美国有660.6万人首次申请失业救济。自美国总统特朗普3月13日宣布“国家紧急状态”以来，已有至少1600万美国人申请失业救济。
截至4月16日，美国在嚴重特殊傳染性肺炎疫情中的总失业人口超过2200万。
美国2020年一季度GDP环比年化率下降4.8％，为2008年来单季最大跌幅。
美国4月制造业活动指数创11年新低，新订单创1951年以来最大降幅。當月美国非农就业岗位减少2050万个，失业率為14.7%，創下20世紀30年代经济大萧条以来最高值。4月美国财政赤字升至历史新高。4月工业生产创编制该指数101年来最大降幅。4月零售销售骤降16.4%，为美國政府1992年开始编制该系列数据以来的最大降幅。
美國2020年第二季度GDP环比年化率下滑32.9%，创20世纪40年代以来最大降幅。
截至10月4日，美国2020年申请破产的较大规模企业达504家，超过2010年以来任何可比时期的破产申请数量。
2020年，美國全年GDP萎缩3.5%，是2009年以来首次下跌，也是1946年以来最大跌幅。受疫情影響，美國第45任總統特朗普也成为美国现代历史上唯一一位卸任时美國就业人数比上任时更低的总统。
截止2022年4月初，因新冠疫情，美国约有近20万18岁以下的未成年人而失去双亲中的至少一位，近25万儿童失去主要或次要监护人，其中少数族裔未成年人的情况更加严重。

## 死亡病例统计数据
| 时间       | 死亡人数 | 备注                  |
| ---------- | -------- | --------------------- |
| 2020年6月  | 10万     | 乔治·弗洛伊德示威爆发 |
| 2020年9月  | 20万     |                       |
| 2020年12月 | 30万     |                       |
| 2021年1月  | 40万     | 冲击国会山发生        |
| 2021年2月  | 50万     |                       |

### 美國疫情死亡人數與戰爭比較
| 美國死亡人數 | 事件                   | 年份                | 備註                                                                         |
| ------------ | ---------------------- | ------------------- | ---------------------------------------------------------------------------- |
| 1,121,089    | 2019冠状病毒病疫情     | 2020年1月21日— 清零 | 2020年3.36億人口                                                             |
| 約675,000    | 1918年流感大流行       | 1918年—1920年       | 1920年1.06億人口                                                             |
| 618,000      | 南北战争               | 1861年—1865年       | 1860年3,140萬人口： 北方人口2,200萬人， 南方人口900多萬人； 约35万死于传染病 |
| 405,000      | 第二次世界大战         | 1939年—1945年       | 1940年1.32億人口                                                             |
| 116,516      | 第一次世界大战         | 1914年—1918年       | 1910年9,200萬人口                                                            |
| 58,000       | 越南战争               | 1955年—1975年       | 1950年1.51億人口— 1970年2.03億人口                                           |
| 约51,646     | 2017－2018年美國流感季 | 2017年—2018年       | 2010年3.09億人口                                                             |
| 36,000       | 朝鲜战争               | 1950年—1953年       | 1950年1.51億人口                                                             |

2021年1月20日，自美國發現首宗感染個案的一年之內，美國死於2019冠狀病毒病的人數比美國死於二戰期間的士兵還要多，死亡速度也遠高於二戰時士兵的死亡速度。2021年8月14日，美國死於2019冠狀病毒病的人數突破62萬人，超過了美國內戰時死亡人數。

### 族裔与死亡率
2020年12月醫學網站MedRxiv發佈了關於3月1日至5月31日期間，紐約市的公立醫院新冠病例的研究報告，其中華裔則在死亡率上遠高於其他族裔，高達35.7%，是白色人種死亡率的1.5倍。亚裔美国人健康研究中心5月11日公佈的研究顯示，加州亞裔感染新冠死亡比例高於其人口比例，加州亞裔佔人口的15％以上，佔所有感染個案的11.4％，但佔所有死亡個案的16.7％。其中舊金山死亡個案亞裔占據53%。此外，有八個州同樣出現死亡個案比例高於人口比例的情況。10月舊金山亞裔死亡比例下降到38%，仍然高於當地人口比例。
《纽约时报》指出，非裔的死亡率比白人高出约2倍，拉丁裔的死亡率比白人高出2.3倍，原住民的死亡率比白人高出2.4倍。根据美联社2021年6月提供的数据，各族裔逝者占所有逝者的比例为：非裔15%、拉丁裔19%、白人61%、亚裔4%。

## 外部連結
- 美国疾病控制与预防中心COVID-19信息网站 （页面存档备份，存于）
- 约翰霍普金斯大学：约翰霍普金斯大学COVID-19统计地图 （页面存档备份，存于）